# Marielle Gautier
Marielle Gautier, née à Nice est une scénariste, réalisatrice et comédienne française.

## Biographie
Née d'une mère italienne et d'un père français, Marielle Gautier fait des études de théâtre à Rome, où elle joue dans plusieurs pièces. De retour en France, elle intègre l’école de la Cité pendant deux ans, puis réalise des courts-métrages avant de co-réaliser avec Zoran Boukherma, Ludovic Boukherma et Hugo P. Thomas son premier long-métrage Willy 1er présenté par l'ACID, au festival de Cannes 2016.

## Filmographie
- 2014 : Entracte (court-métrage)
- 2015 : Ich bin eine Tata (court-métrage)
- 2015 : Perrault, La Fontaine, mon cul ! (actrice - court-métrage)
- 2016 : Willy 1er
- 2023 : La Fille de 3e B (court-métrage)

## Théâtre

### Mise en scène
- 2012 : Deux femmes pour un fantôme de René de Obaldia

### Comédienne
- 2007 : La Nuit des rois de William Shakespeare
- 2008 : Les Amoureux de Goldoni
- 2009 : Cyrano de Bergerac d'Edmond Rostand
- 2009 : Madame Bovary de Gustave Flaubert
- 2009 : Antigone de Jean Anouilh
- 2010 : La Cantatrice chauve d'Eugène Ionesco
- 2010 : L'Île des esclaves de Marivaux
- 2011 : Anatole d'Arthur Schnitzler
- 2012 : Le Bourgeois gentilhomme de Molière

## Distinctions
- Sélection ACID au Festival de Cannes 2016
- Grand prix au Festival du Film Culte de Trouville
- Prix d’Ornano-Valenti au Festival du film Américain de Deauville
- Amphore d’or et Amphore du peuple au Festival International du Film Grolandais de Toulouse
- Mention spéciale au Festival international du film de Kiev Molodist
- VIFFF d'or au Vevey International Funny Film Festival
- Meilleur acteur dans un second rôle au Festival Jean Carmet de Moulins
- Prix du jury au Olhares Do Mediterrâneo Film Festival